# مقياس استقلال النخاع الشوكي

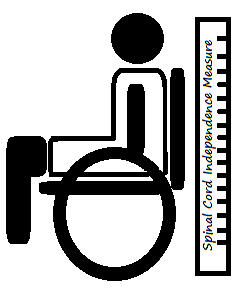
مقياس استقلال النخاع الشوكي هو أداة قياس لتحديد مستوى الوظيفة في إصابة النخاع الشوكي.

مقياس استقلال الحبل الشوكي هو أداة لتقييم مدى قدرة المريض على القيام بالأنشطة الأساسية للحياة اليومية بأمان وبتكلفة منخفضة واستقلالية. كمقياس للنتائج مصمم خصيصًا لإصابات الحبل الشوكي. تُعد مقاييس النتائج في طب إعادة التأهيل أدوات تُستخدم لتقييم مستوى الإعاقة. ويمكن أن تكون مفيدة للأطباء للحكم على مسار تعافي المريض، وللباحثين لمقارنة بروتوكولات الإدارة المختلفة وللسياسيين من أجل معرفة مدى فعالية قراراتهم من حيث التكلفة. 

## البناء
يتكون المقياس من 19 عنصرًا مصنفًا في ثلاثة مقاييس فرعية: الرعاية الذاتية، والتنفس وإدارة العضلة العاصرة، والتنقل.

## الخاصية السيكومترية
تم التحقق من صحة نسخته الأخيرة، أس سي أم 3، في العديد من التجارب متعددة المراكز  ، وتُرجمت إلى اللغات الإيطالية،  والإسبانية،  واليونانية،  والبرتغالية،  والتايلاندية،  والتركية  والفارسية. وقد خلصت هذه الدراسات إلى أن أس سي أم 3 يتمتع بالخصائص النفسية الأكثر ملاءمة لقياس المستوى الوظيفي للأفراد المصابين بإصابات في النخاع الشوكي.